# 제천 청풍 한벽루
제천 청풍 한벽루(堤川 淸風 寒碧樓)는 충청북도 제천시 청풍면에 있는 조선시대의 건축물이다. 1971년 1월 8일 대한민국의 보물 제528호로 지정되었다.
한벽루의 누관은 호서제일(湖西第一)로 시문부(詩文賦)를 창작하고, 악공(樂工)과 기악(妓樂)의 연주, 구한말 악성 우륵(于勒)의 예맥을 계승한 청풍승평계는 고전음악 506율을 교련한 율려(律呂)의 터전이다.

## 위치
한벽루는 충청북도 제천시(당시 제원군) 청풍면 읍리 203-1번지에 소재했었다. 이 위치는 청풍도호부 관아 소재지였는데, 청풍이 제천에 흡수되면서 제천 지역이 되었다. 이후 충주댐 수몰지역에 포함되자 1985년에 청풍문화단지 내로 이건되었으며, 제천시 청풍면 청풍호로 2048에 소재한다.

## 명칭
한벽루는 풍혈의 바람이 차가은 한(寒)자, 수혈의 물은 푸른 벽(碧)자를 취했다.

## 구조
한벽루는 정면 4칸 측면 3칸의 중층 팔작집으로, 서축의 누에 오를 수 있도록, 정면 1칸 측면 3칸의 측랑(側廊)이 부설돼 있다. 누의 공포(包)는 이익공(二翼工)이고 측랑은 초익공(初翼工)이며, 누는 부연(浮椽)이 있는 겹처마이나 측랑은 부연이 없는 홑처마이다. 누의 바닥은 우물마루를 깔고 천장은 연등천장이나, 동측 합각 밑을 가리기 위해 우물천장을 일부 가설하였다. 조선시대 대표적인 3대 누각으로 밀양 영남루와 남원 광한루 가운데 가장 간결하고 단아한 외관을 갖추었다.

## 연혁
- 주열(朱悅 ?～1287)의 한벽루 제영(題詠)을 창작하기 이전에 창건[4]
- 고려 충숙왕 4년(1317) 청풍태생 혼구(1251~1322)는 충숙왕의 왕사로 책봉[5] 청풍군(淸風郡) 승격 기념 중창
- 1406년 청풍군수 정수홍(鄭守弘) 중수[6]
- 1634년 청풍군수 권경이(權儆已) 개창[7]
- 1839년 청풍부사 현인복(玄仁福) 중수[8]
- 1849년 청풍부사 이휘재(李彙載) 중수[9]
- 1870년 청풍부사 이직현(李稷鉉) 중수[10]
- 1900년경 군내유지가 수축[11]
- 1950년 6․25동란 난간과 계단 파괴 1956년 보수[12]
- 1971년 1월 8일 보물 제528호 지정[13]
- 1972년 8월 19일 대홍수 유실 1976년 4월에 복원(復元)[14]
- 1985년 충주댐으로 청풍문화재단지 내 이건

## 액자(額字)
- 주열(朱悅)과 김정(金淨)의 제영 판제(板題)[15]
- 송처관(宋處寬)의 기문[16]
- 송시열의 청풍한벽루(淸風寒碧樓) 액자(額字)[17]
- 청풍부사 박필문(朴弼文)의 청풍한벽루(淸風寒碧樓) 8분액자(八分額字)[18]
- 청풍부사 김수증(金壽增)의 제일강산(第一江山) 4자[19]
- 미지수서(未知誰書) 만고청풍한벽루(萬古淸風寒碧) 6자[20]
- 청풍부사 김도근(金度根) 한벽루(寒碧樓) 대액자[21]
- 김정희의 청풍한벽루(淸風寒碧樓)의 6자[22]

## 기문(記文)
- 1450년 청풍군수 송처관(宋處寬) 한벽루기(寒碧樓記)[23]
- 1406년 하륜(河崙)의 한벽루기(寒碧樓記)[24]
- 1634년 이준(李埈)의 한벽루기(寒碧樓記)[25]
- 1695년 청풍부사 이현석(李玄錫)의 한벽루기(寒碧樓記)[26]
- 1814년 홍의영(洪儀泳)의 한벽루 대청 상량문[27]

## 현황(現況)
- 한벽루 중수비는 루각 앞에 있다.[28] 현재 루각 앞에 없다.
- 한벽루 관련 현판은 1972년 홍수로 일체 유실되었으나 송시열의 현액과 하륜의 기문은 복원하여 게시하였다.

## 현지 안내문

### 국문 설명
제천 청풍 한벽루
堤川 淸風 寒碧樓
보물 제528호
제천 청풍 한벽루는 청풍 관아에 딸린 건물로, 고려 충숙왕 4년(1317)에 청풍현 출신 승려 청공이 왕의 스승인 왕사가 되면서 청풍현이 청풍군으로 승격된 것을 기념하고자 세운 누각*이다. 본채 옆에 작은 부속채가 딸려 있는 형태로, 밀양 영남루(보물제147호), 남원 광한루(보물제281호)와 함께 조선 시대 누각 건축 양식을 잘 보여 주는 건물로 꼽힌다. 한벽루에서 보는 경치가 매우 빼어나서 조선 시대의 많은 문인과 화가들이 한벽루를 주제로 한시와 그림들을 여러 편 남겼다.
1972년 8월에 대홍수로 건물이 무너지고 현판들도 모두 떠내려가서 1975년에 본래 모습대로 다시 지었다. 원래는 청풍면 읍리에 있었으나 충주댐을 만들면서 마을이 물에 잠기자 이곳으로 옮겼고, 송시열이 쓴 현판은 사진을 보고 다시 만들었다.
- 누각(樓閣): 사방을 바라볼 수 있도록 문과 벽이 없이 다락처럼 높이 지은 집

### 영문 설명
Hanbyeongnu Pavilion in Cheongpung, Jecheon
Treasure No. 528
This pavilion was first built to commemorate the elevation in status of Cheongpung from a township to a county during the Goryeo period (918-1392). The area’s administrative status was raised because a monk from this area, Cheonggong, was appointed to the position of royal preceptor in 1317.
The pavilion collapsed due to a great flood in 1972 and was reconstructed in 1975. In 1985, due to the construction of Chungju Dam, it was relocated to the Cheongpung Cultural Heritage Complex. The pavilion features an extended wing with terraced wooden floors.
The plaque hanging at the front of the building was newly made after the old one was lost in the flood of 1972. The original plaque bore an inscription calligraphed by Song Si-yeol (1607-1689), an eminent Confucian scholar and civil official of the Joseon dynasty (1392-1910).
During the Joseon period, scholar-officials and painters took excursions to the Namhangang River area and produced many literary works and paintings, including poems and paintings that depict the scenic beauty of Hanbyeongnu Pavilion and its surroundings.

## 갤러리

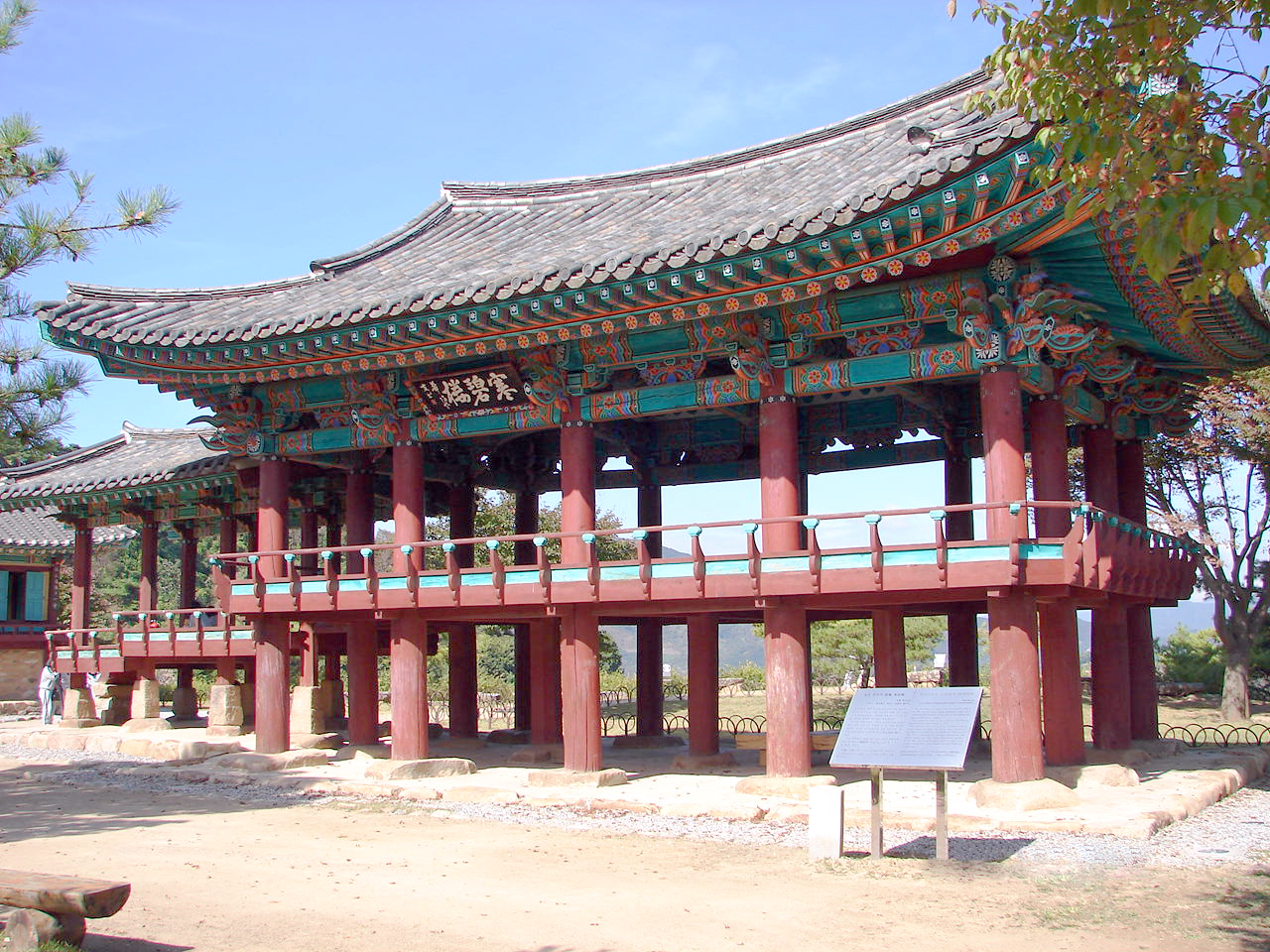
충주댐 수몰전 청풍강 언덕에 한벽루의 전경
한벽루의 자연주초석
한벽루 맞배지붕 익랑과 팔작기와지붕 합각
한벽루 주심포계 이익공
한벽루 겹처마
한벽루 대청마루와 난간
한벽루 대들보에 청룡 단청
한벽루 대들보에 황룡 단청
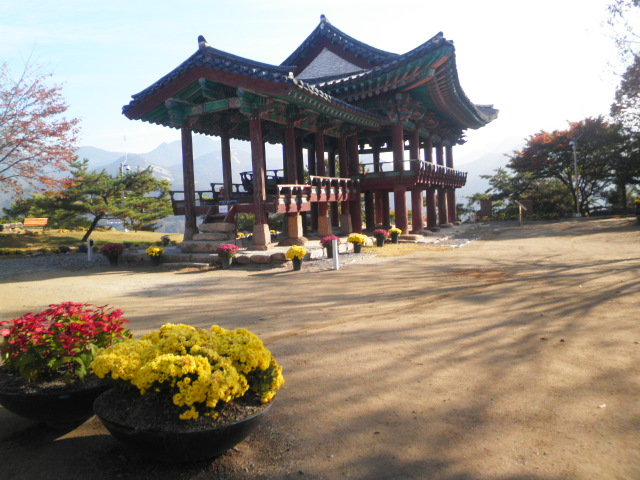
악성 우륵의 예맥이 흐르는 음악예술의 터전 한벽루

## 참고 자료
- 제천 청풍 한벽루 - 국가유산청 국가유산포털